# Żurominek
Żurominek (prononciation : [ʐurɔˈminɛk]) est un village polonais de la gmina de Wieczfnia Kościelna dans le powiat de Mława de la voïvodie de Mazovie dans le centre-est de la Pologne.
Il se situe à environ 12 kilomètres au sud de Mława (siège du powiat) et à 100 kilomètres au nord-ouest de Varsovie (capitale de la Pologne).
Le village compte approximativement une population de 600 habitants.

## Histoire
De 1975 à 1998, le village appartenait administrativement à la voïvodie de Ciechanów.